# Distretto regionale di Northern Rockies
Il distretto regionale di Northern Rockies è un distretto regionale nel nord-est della provincia canadese della Columbia Britannica.
Il paese di Fort Nelson è l'unica municipalità del distretto. La municipalità comprende oltre 73 per cento della popolazione del distretto, che al censimento del 2006 contava 6.147 abitanti. Il sindaco di Fort Nelson agisce in qualità anche di presidente regionale. Il personale è in possesso della duplice qualifica di dipendente della regione e della città di Fort Nelson.
Il Distretto Regionale di Northern Rockies si trova sul versante est delle Montagne Rocciose Canadesi, e comprende circa il 9,2% della superficie totale della provincia della Columbia Britannica, che con 85.151,45 chilometri quadrati.
L'Alaska Highway taglia la regione da sud-est a nord-ovest. Il distretto è in gran parte costituito da remote aree forestali e montane, e comprende migliaia di fiumi e torrenti, centinaia di laghi e abbondanza di fauna selvatica.
Il distretto fu istituito nel 1987, quando il distretto regionale di Peace River-Liard fu diviso lungo il 58º parallelo.

## Società

### Evoluzione demografica
Popolazione:
- 2006: 6.147 (2.492 abitazioni private)
- 2001: 5.720

## Comunità
- Paesi
  - Fort Nelson